# Преображенский дворец
Преображенский дворец — несохранившийся деревянный дворец царя Алексея Михайловича в селе Преображенском. В XVII—XVIII веках был одной из загородных резиденций русских царей. Здесь царь Петр I и его сын царевич Алексей провели своё детство.

## История
Дворец построен в 1657—1661 году на правом берегу Яузы как охотничий — на месте выкупленных царем в 1646—1657 годах у Алексеевского монастыря по обоим берегам Яузы земель, которые примыкали к царским охотничьим угодьям — Оленьей и Соколиной рощам.
Новое дворцовое село было названо Преображенским — по имени домового храма Спаса Преображения во дворце. В 1669—1670 годах во дворе усадьбы возвели деревянную пятиглавую Воскресенскую церковь (существовала до 1789 года). Примерно там же в 1916—1917 гг. была построена церковь Рождества Иоанна Предтечи при работном доме в Сокольниках — последняя церковь дореволюционной Москвы.
Территория усадьбы дворца была ограничена с востока Яузой, с севера опушкой Оленьей рощи, с запада проездом от Соколиной рощи на Стромынку. Южнее дворца, в парке усадьбы Строгановых находится «святой колодец», вода которого считается целебной.
В 1672 году при дворце была выстроена «Комедийная хоромина», где 17 октября состоялся первый в России театральный спектакль «Артаксерксово действо». Спектакль продолжался несколько часов, так зародился российский театр
Преображенское село стало местом неофициальной ссылки царицы Натальи Кирилловны с малолетним царевичем (с 1682 — царём) Петром. Царевич был привезён в Преображенское 26 октября 1673 года; именно здесь он провёл своё детство и юность. В Преображенском царевич предавался военным забавам, создал потешные войска, из которых впоследствии родились знаменитые Преображенский и Семёновский полки — элита русской армии. В 1684 году рядом с дворцом был построен потешный городок, Прешбург, крепость со стенами, башнями, окопами, наполовину деревянная, наполовину земляная. C плаваний юного царевича с воспитателями на ботике по реке Яузе некоторые исследователи начинают отсчёт истории военно-морского флота России.
В 1686 году Петром I был создан Преображенский приказ. Приказ находился в личном ведении царя и первоначально предназначался для управления Преображенским и Семеновским полками. С 1695 года в ведение приказа перешло обеспечение порядка в Москве и ведение розыска по особо важным делам, а с 1697 года — исключительное право следствия и суда по политическим преступлениям.
В 1698 году дворец фактически превратился в застенок, куда свозили участвовавших в бунте московских стрельцов. Розыском по делу стрельцов, получившем название «великого сыска», занимался Преображенский приказ. Всего было арестовано более четырёх тысяч стрельцов. Для проведения дознания в Преображенском было оборудовано четырнадцать пыточных камер. Петр лично принимал участие в допросах и пытках.
В 1688-89 годах под руководством Моисея Буженинова был построен Ново-Преображенский (Нагорный) дворец Петра I на Генеральной улице Солдатской слободы, чуть выше впадения в Яузу Хапиловки (ручья Хапиловского пруда). Для него была заказана Преображенская серия портретов царских любимцев. Лицом дворец выходил на Генеральную улицу. Напротив находился Пустой переулок (улица Титова). Однако во дворце жил не сам царь, а его сестра Наталья. Здесь же до 1709 года воспитывался его сын Алексей. После перевода столицы в Петербург здание пришло в упадок. В 1802 году ещё можно было видеть его развалины, но вскоре от них не осталось и следа.